# コトレッタ・アッラ・ボロネーゼ
コトレッタ・アッラ・ボロネーゼ（cotoletta alla bolognese）は代表的なボローニャ料理の一つで、非常に古く豊かな起源を持ち、はじめにラードで揚げた肉（仔牛肉ないし鶏肉）を使っている。
次に香りと潤いを与えるためにブイヨンに浸され、鍋に移され、大量のスライスしたプロシュットと一握りのパルミジャーノ・レッジャーノで覆われる。そしてオーブンに移され、チーズが溶けるまで加熱される。特にトリュフを用いたものは豊かである。オーブンから出されるとトリュフ（ないしボローニャ周辺のアペニン山脈の小さくて非常に香りのよい白トリュフ）で、覆われる。オーブンに入れる際に少量のトマトペーストを入れるのが通例である。このレシピは2004年10月14日にイタリア料理アカデミーによって、ボローニャ商工会議所に贈られた。
この料理は "Petroniana" としても知られている。